# Передмістне
Передмі́стне (до 1948 року — Тюп-Джанко́й, крим. Tüp Canköy) — село Джанкойського району Автономної Республіки Крим. Підпорядковане Медведівській сільській раді. Населення становить 405 осіб.

## Географія
Передмістне — село на півночі району, у степовому Криму, на виступаючому в Сиваш півострові, останнє перед Чонгарським мостом, за 1,5 км на схід шосе М18 Москва-Сімферополь, висота центру села над рівнем моря — 15 м. Найближчі села: Медведівка та Тургенєве — обидва за 6,5 км на південний захід. Відстань до райцентру — близько 30 кілометрів, найближча залізнична станція — Солоне Озеро — близько 20 км.

## Історія
Перша документальна згадка села зустрічається в Камеральному Описі Криму … 1784 року, судячи з якого, в останній період Кримського ханства Енікой входив в Діп Чонгарський кадилик Карасубазарського каймакамства. Після анексії Криму Російською імперією (8) 19 квітня 1783 , (8) 19 лютого 1784, на території колишнього Кримського ханства була утворена Таврійська область і село було приписане до Перекопського повіту . Після Павловських реформ, з 1796 по 1802 рік, входило в Перекопський повіт Новоросійської губернії. За новим адміністративним поділом, після створення 8 (20) жовтня 1802 Таврійської губернії , Тюп-Джанкой був включений до складу Біюк-Тузакчинської волості Перекопського повіту.
За Відомостями про всі селища в Перекопському повіті … від 21 жовтня 1805 року, у селі Джанкой числилося 46 дворів, 266 кримських татар та 7 ясирів.
На військово-топографічної карті 1817 село Чанкуй позначене з 57 дворами. Після реформи волосного поділу 1829 Джанкой, згідно «Відомостей про казенні волості Таврійської губернії 1829 року» , залишилося у складі Тузакчинської волості . На карті 1842 року Тюп-Джанкой — з 59 дворами.
У 1860-х роках, після земської реформи Олександра II, село приписали до Байгончецької волості того ж повіту.
У «Списку населених місць Таврійської губернії за відомостями 1864 року», складеному за результатами VIII ревізії 1864 року, Тюп-Джанкой — власницьке татарська село з 4 дворами і 22 жителями при колодязях. На триверстовій мапі 1865—1876 року в Тюп-Джанкої відзначені 14 дворів. Згідно «Пам'ятної книжки Таврійської губернії за 1867 рік», село Тюп-Джанкой було покинуте жителями в 1860—1864 роках, внаслідок еміграції кримських татар, особливо масової після Кримської війни 1853—1856 років, в Туреччину і залишалося в руїнах і, навіть в матеріалах ревізії 1887 року не значиться.
Після земської реформи 1890 року Тюп-Джанкой віднесли до Богемської волості. У  «… Пам'ятній книжці Таврійської губернії за 1892 рік» у відомостях про Богемську волость ніяких даних про село, крім назви Тюк-Джанкой, не наведено — так, зазвичай, записувалися безземельні селища, з цієї причини не входили в сільські громади . За  «… Пам'ятною книжкою Таврійської губернії за 1900 рік»  в Тюп-Джанкої числилося 75 жителів у 11 дворах. У  Статистичному довіднику Таврійської губернії 1915 року в Богемській волості Перекопського повіту також значиться село Тюп-Джанкой .
Після радянської окупації, за постановою Кримревкома від 8 січня 1921 № 206 «Про зміну адміністративних кордонів» була скасована волосна система і в складі Джанкойського повіту був створений Джанкойський район. У 1922 році повіти перетворили в округи. 11 жовтня 1923 року, згідно з постановою ВЦВК, до адміністративний поділ Кримської АРСР були внесені зміни, у результаті яких округи були ліквідовані, основний адміністративною одиницею став Джанкойський район і село включили до його складу. Згідно Списку населених пунктів Кримської АРСР за Всесоюзним переписом від 17 грудня 1926 року, Тюп-Джанкой входив до складу Таганашської сільради Джанкойського району .
Указом Президії Верховної Ради РРФСР від 18 травня 1948 року, Тюп-Джанкой перейменували в Передмістне.